# Дайдзёсай

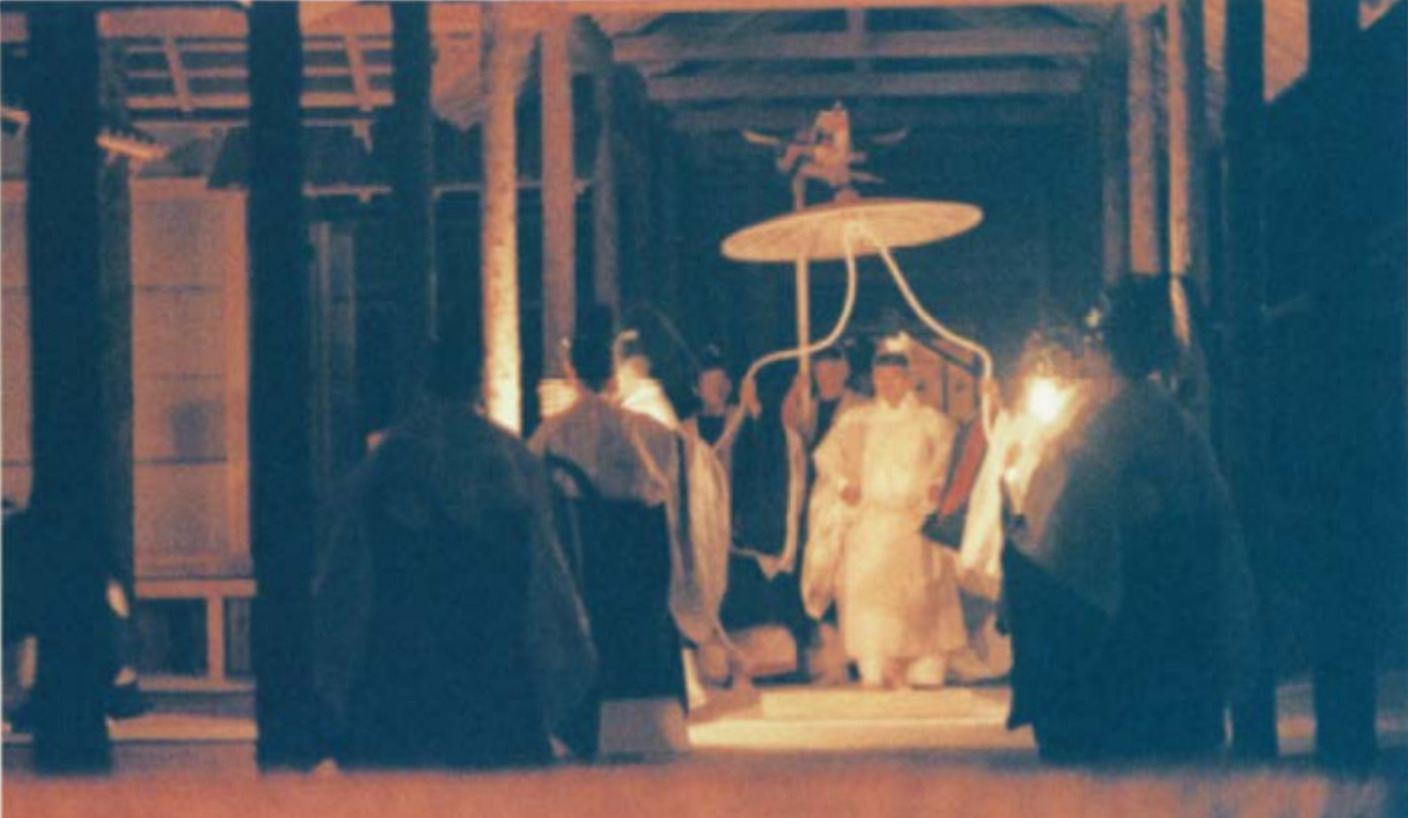

Дайдзёсай (яп. 大嘗祭 дайдзё:сай) — третий и последний обряд вступления нового императора на престол, ритуальная жертва богам рисовых колосьев. Разновидность праздника нового урожая, отмечаемого в 11 лунном месяце, ниинамэйсай (яп. 新嘗祭). Перед проведением дайдзёсая император держит пост: с первого по последний день 11-й лунного месяца «лёгкий пост» (яп. 散斎 араими), а три дня, включающие сам день церемонии, — «строгий пост» (яп. 致斎 маими). При проведении ритуала император «трапезничает» с богами.